# Tatranský spolok turistický
Tatranský spolok turistický, česky Tatranský turistický spolek, byl první slovenskou turistickou organizací, která položila základy organizované turistiky pro širokou slovenskou veřejnost bez rozdílu společenského postavení a povolání.

## Historie
Rozpad Rakousko-uherské monarchie otevřel v nástupnických státech prostor pro nové iniciativy spolků a sdružení, které do té doby nemohly být realizovány. 
Noviny Sokol, které vycházely v Liptovském Mikuláši 12. ledna 1919 zveřejnily zprávu o setkání přátel turistiky s úmyslem vytvořit turistický spolek. Mezi účastníky byli Miloš Janoška, Branko Lacko, MUDr. Ivan Stodola, JUDr. Juraj Janoška, Ondrej Žuffa a Fedor Droppa. I noviny Slovenský východ zakrátko uveřejnily stejnou výzvu, jejímž autorem byl Anton Straka, který oznamoval, že bylo by vhodné co nejdříve vytvořit Družstvo slovenských turistů, které by mohlo mít své sídlo pod Tatrami.
Už v zaniklém Uherském karpatském spolku působily nadšení turističtí činovníci se slovenskými kořeny. Jejich aktivita nebyla bezvýznamná. Připravovali půdu pro nové společenské organizace, založené na národním principu. Mezi nimi byl Miloš Janoška, který již během první světové války v roce 1913 vypracoval Pravidla oborů turistiky (Pravidlá odborov turistiky).

### Založení
Ustavující schůze Tatranského turistického klubu se uskutečnila 19. srpna 1919. Prvním předsedou se stal Kornel Stodola, místopředsedou JUDr. Juraj Janoška. Již krátce po založení klubu se začaly vytvářet skupiny klubu v Liptovském Mikuláši, Ružomberku, Košicích, Martině a v Bratislavě. V roce 1919 měla nová turistická organizace 985 členů. Scházeli se na vycházkách do Tater, vyměňovali maďarské a německé informační tabule za slovenské, značkovali cesty. Spolek vydal Turistického průvodce po východním Slovensku (Turistický sprievodca po východnom Slovensku). Publikaci sepsal Anton Starka. Spolku však chyběli zkušení vedoucí pracovníci a postupem času začala členská základna stagnovat. 

### Sloučení s KČST
O této situaci věděl Klub československých turistů (KČST). Na valné hromadě klubu 20. března 1920 v Liptovském Mikuláši bylo jednomyslně rozhodnuto přijmout nabídku Klubu československých turistů ke sloučení. Dne 9. května 1920 schválila valná hromada KČST v Praze sloučení. Vytvoření nové větší celostátní organizace vytvořilo podmínky pro rychlejší rozvoj turistiky na Slovensku.